# منطقة الكلام الحر
منطقة الكلام الحر هي مناطق حرية التعبير، المعروفة أيضًا باسم مناطق التعديل الأول، أو أقفاص حرية التعبير أو مناطق الاحتجاج. هي مناطق خُصصت في الأماكن العامة لغرض الاحتجاج السياسي، إذ نص التعديل الأول لدستور الولايات المتحدة على أنه «لا يحق للكونغرس أن يصدر أي قانون يحظر حق الشعب في التجمع السلمي ومطالبة الحكومة بتحقيق العدل».
يعتمد وجود مناطق حرية التعبير على قرارات المحاكم الأمريكية التي تنص على أنه يجوز للحكومة أن تنظم تنظيمًا معقولًا الوقت والمكان والأسلوب دون تدخل في مضمون التعبير. وقد طورت المحكمة العليا تحليلاً من أربعة اجزاء لتنظيم الوقت والمكان والأسلوب TPM)). وفقًا للتعديل الأول، يجب أن تكون قيود الوقت والمكان والأسلوب محايدة فيما يتعلق بالمحتوى، وأن تكون في نطاق ضيق، يخدم مصلحة حكومية كبيرة، وتترك قنوات اتصال بديلة مفتوحة. يتكون هذا التحليل من أربعة أجزاء ويختلف حسب ظروف كل حالة، وعادةً ما يتضمن معايير لتقييد التلفظ بالكلام الفاحش أو العدواني.
استُخدمت مناطق التعبير الحر أيضًا في مجموعة متنوعة من التجمعات السياسية، إذ كان الغرض المعلن من مناطق التعبير الحر هو حماية وسلامة من يحضرون التجمعات السياسية أو لسلامة المتظاهرين أنفسهم، ومع ذلك يصف المنتقدون هذه المناطق بأنها «أورويلية» وأن السلطات تستخدمها بقسوة لفرض رقابة على المتظاهرين بجعلهم حرفيًا بعيدًا عن أنظار وسائل الاعلام والجمهور والشخصيات المرموقة، ومع أن السلطات تنفي عمومًا استهداف المتظاهرين، فإن عددًا من المناسبات تناقض هذا الإنكار.
قدم اتحاد الحريات المدنية الأمريكي درجات مختلفة من النجاح والفشل في عدد من الدعاوي القضائية بشأن هذه القضية، ورغم وجود مناطق حرية التعبير قبل رئاسة جورج دبليو بوش، توسع نطاقها خلال رئاسته توسعًا كبيرًا، واستمر العمل بها خلال رئاسة باراك أوباما. سنة 2012، وُقع مشروع قانون يوسع من سلطة الخدمة السرية في تقييد الخطاب والاعتقالات. سابقًا، وضعت العديد من الكليات والجامعات قواعد منطقة حرية التعبير خلال احتجاجات حرب فيتنام في الستينيات والسبعينيات. حديثًا، روجعت هذه القيود وحُذف بعضها في أعقاب الاحتجاجات الطلابية والدعاوي القضائية.

## لمحة تاريخية
خلال المؤتمر الوطني للحزب الديمقراطي عام 1988، انشأت مدينة أتلانتا «منطقة احتجاج محددة» حتى لا يتعطل المؤتمر. صرح أحد المتظاهرين المؤيدين لحق الاختيار المعارض لمجموعة «عملية الإنقاذ» قائلًا إن رئيس بلدية أتلانتا أندرو يونغ «وضعنا في قفص لحرية التعبير». وفي عامي 1992 و1996، استُخدمت مناطق الاحتجاج خلال مؤتمري الانتخابات الرئاسية، واستُخدمت مناطق حرية التعبير لأغراض غير سياسية. وخلال فترة التسعينيات، استضاف مطار سان فرانسيسكو الدولي تيارًا ثابتًا من المجموعات الدينية -أتباع هاري كريشنا خصوصًا- وغيرهم من الدعاة والمتسولين. نظرت المدينة فيما إذا كان مركز النقل العام مطلوبًا لاستضافة حرية التعبير وإلى أي مدى. وبوصفه حلًا يرضي الطرفين وُضعت «مقصورتان لحرية التعبير» في المبنى الجنوبي، وتوجهت المجموعات الراغبة في التحدث دون أن يكون لها أعمال مباشرة في المطار إلى هناك، لا تزال هذه الأكشاك موجودة رغم أن التصاريح مطلوبة لبلوغها.
شهد المؤتمر الوزاري لمنظمة التجارة العالمية 1999 عددًا من التغييرات في كيفية تعامل الجهات القانونية مع أنشطة الاحتجاج. وشهدت نقابة المحامين الوطنيين تغييرًا ملحوظًا في معاملة الشرطة للمحتجين السياسيين منذ اجتماع منظمة التجارة العالمية في نوفمبر 1999 في سياتل، إذ إن لهذه النقابة تاريخًا يتضمن 35 عامًا في مراقبة نشاط التعديل الأول. وكذلك في التجمعات اللاحقة في واشنطن العاصمة وديترويت وفيلادلفيا ولوس أنجلوس وميامي وشيكاغو وبورتلاند، ظهر نمط من السلوك يعوق حقوق التعديل الأول. وفي دعوى قضائية لاحقة وجدت محكمة الاستئناف الأمريكية للدائرة التاسعة أنه «كان قانونيًا لمدينة سياتل أن تعد جزءًا من وسط المدينة محظورًا». وصرحت المحكمة أيضًا بأن الشرطة التي تطبق القاعدة ربما قد تكون قد تجاوزت الحدود باستهداف المعارضين لمنظمة التجارة العالمية بانتهاك حقوقهم فيما يتعلق بالتعديل الأول.
وعندما جاء الرئيس جورج دبليو بوش آنذاك إلى بيتسبرغ، بنسلفانيا في عيد العمال سنة 2002 لإلقاء خطاب، أقامت الشرطة المحلية بناءً على طلب الخدمة السرية سياجًا متسلسلًا في ملعب بيسبول على مسافة 3 أميال من موقع الخطاب وأعلنوا أنها «منطقة مخصصة لحرية التعبير». استُخدمت مناطق الكلام الحر في بوسطن في المؤتمر الوطني الديمقراطي لسنة 2004، فقد كانت مناطق حرية التعبير التي نظمتها السلطات في بوسطن محاطة بجدران خرسانية غير مرئية لمركز الأسطول حيث عُقد المؤتمر، وانتُقدت بشدة بوصفها «قلم الاحتجاج» أو «معسكر بوسطن للأشعة السينية».
وفي يوم الاثنين 26 يوليو 2004، حوّل بعض المتظاهرين المنطقة إلى معسكر وهمي بارتداء أغطيه الرأس والسير في القفص وأيديهم خلف ظهورهم. وقد تحدى ائتلاف مجموعات احتجاجية على حرب العراق مناطق الاحتجاج المخطط لها. وكان قاضي المحكمة الجزئية الأمريكية دوغلاس وودلوك متعاطفًا مع طلبهم فقد صرح قائلًا «لا يمكن للمرء أن يتصور عناصر التصميم الأخرى التي قد تُستخدم لخلق إهانة أكثر رمزية لدور حرية التعبير الحر». ومع ذلك فقد رُفض الالتماس لنقل مناطق الاحتجاج بالقرب من مركز الأسطول.
استُخدمت مناطق الكلام الحر في مدينة نيويورك في المؤتمر الوطني الجمهوري لسنة 2004. وصرح الناشط السلمي مايك ماكجواير، الكاتب في المجلة الإلكترونية المناهضة للحرب، قائلًا: «مثلت مراقبة الاحتجاجات خلال المؤتمر الوطني الجمهوري سنة 2004 نموذجًا آخر مثيرًا للقمع، إذ تتبعت شرطه نيويورك كل عمل مخطط له، ونصبت الفخاخ وعندما بدأت المسيرات كانت الشرطة تخرج من مخبأها في قاعات البناء ومرائب السيارات لمحاصرة المعارضين بشبكة برتقالية كُتب عليها «خط الشرطة-لا تعبر». وأُنشئت مناطق أطلقوا عليها للمفارقة «مناطق مخصصة للتعبير الحر»، ثم أُلقي القبض على المتظاهرين واحتُجزوا قرابة يومين. حصل كل من الحزبين الوطني والجمهوري على جائزة جيفرسون سنة 2005، من مركز توماس جيفرسون لحماية حرية التعبير، وقد فشلوا في جعل الحفاظ على حريات التعديل الأول أولويةً خلال الانتخابات الرئاسية الاخيرة».
شاع استخدام الرئيس دبليو بوش لمناطق التعبير الحر بعد أحداث 11 سبتمبر وخلال انتخابات 2004، إذ أنشأت الخدمة السرية مناطق للتعبير وفحصت المواقع التي كان مقررًا أن يتحدث فيها الرئيس الأمريكي أو يمر بها. إذ استهدف المسؤولون المحليون من حملوا لافتات مناهضه لبوش ورافقوهم إلى مناطق حرية التعبير قبل الحدث وخلاله، وغالبًا ما منع المسؤولون المراسلين من عرض هؤلاء المتظاهرين أمام الكاميرا أو التحدث إليهم داخل منطقة التعبير. أما المتظاهرين الذين رفضوا الذهاب إلى منطقة حرية التعبير غالبًا ما أُلقي القبض عليهم وقد وجهت إليهم تهم التعدي على ممتلكات الغير والسلوك غير المنضبط أو مقاومة الاعتقال.

## النقد
يجادل المدافعون عن الحريات المدنية بشأن مناطق التعبير الحر بقولهم إنها تُستخدم كشكل من أشكال الرقابة وإدارة العلاقات العامة لإخفاء وجود المعارضة الشعبية من الجمهور والمسؤولين المنتخبين. هناك الكثير من الجدل بشأن إنشاء هذه المناطق؛ فمجرد وجود مثل هذه المناطق يعد أمرًا جارحًا لبعض الناس الذين يؤكدون أن التعديل الأول لدستور الولايات المتحدة قد جعل البلاد بأكملها منطقة غير مقيدة للتعبير الحر. ذهبت وزارة الأمن الداخلي «إلى حد إبلاغ إدارات الشرطة المحلية بأن تعُد منتقدي الحرب على الإرهاب إرهابيين محتملين هم أنفسهم». تعرضت إدارة بوش لانتقادات من قبل المحرر جيمس بوفارد من مجلة أمريكان كونسرفايتف لمطالبته المتظاهرين بالبقاء داخل منطقة معينة، مع السماح للمؤيدين بالوصول إلى المزيد من المناطق. وفقًا لصحيفة شيكاغو تريبيون، طلب الاتحاد الأمريكي للحريات المدنية من محكمة فيدرالية في العاصمة واشنطن منع جهاز الخدمة السرية لإبعاد المتظاهرين المناهضين لبوش من الظهور في المناسبات الرئاسية مع السماح لمؤيديه بعرض رسائلهم عن قرب، حيث يمكن رؤيتها من قبل وسائل الإعلام. انتُقدت الخطة الأولية للمؤتمر الوطني الديمقراطي لعام 2004 من قبل نقابة المحامين الوطنية واتحاد الحريات المدنية في ماساتشوستس باعتبارها مقصرة في التعامل في حجم الاحتجاج المتوقع. «كانت المنطقة مصممة لتضم ما لا يقل عن 400 من عدة آلاف من المتظاهرين المتوقع وصولهم إلى بوسطن في أواخر يوليو».
في عام 1939، أقرت المحكمة العليا للولايات المتحدة في قضية لاهاي ضد لجنة التنظيم الصناعي بأن الشوارع والمتنزهات العامة «كانت محفوظة بأمان منذ زمن بعيد لكي تستعمل من قبل العامة، وقد استخدمت، بعد فترة وجيزة، لأغراض التجمع وإيصال الأفكار بين المواطنين ومناقشة الأسئلة العامة». في قضية ثورنهيل ضد ألاباما اللاحقة، وجدت المحكمة أن الإضراب والتظاهر في الأماكن العامة يحميهما دستور الولايات المتحدة كحرية تعبير. ومع ذلك، فإن القضايا اللاحقة -كإدواردز ضد ساوث كارولينا، براون ضد لويزيانا، كوكس ضد لويزيانا، أديرلي ضد فلوريدا- كشفت أن الاعتصام يحظى بحماية أقل من الكلام الخالص بسبب العوامل الخارجية المادية التي يخلفها. قد تؤثر التنظيمات الخاصة بالتظاهرات على وقت ومكان وطريقة تلك التظاهرات، ولكن لا يجوز لها التمييز تبعاً لمحتوى التظاهر. نفى الجهاز السري استهداف خصوم الرئيس السياسيين. قال أحد المتحدثين باسم الخدمة السرية: «إن القرارات التي اتخذت لصياغة خطة أمنية تستند إلى أسس أمنية، لا أسس سياسية».

## حوادث شهيرة

### بيل نيل
تنجح مناطق [حرية التعبير] بشكل روتيني في إبعاد المتظاهرين عن أعين الرئيس وخارج أنظار وسائل الإعلام التي تغطي الحدث. عندما جاء بوش إلى منطقة بيتسبرغ في عيد العمال 2002، كان بيل نيل، صانع حديد متقاعد بالغ من العمر 65 عامًا هناك لتحيته بعلامة تقول، «من المؤكد أن عائلة بوش تحب الفقراء، لقد صنعوا الكثير منا». أقامت الشرطة المحلية، بناءً على طلب من الخدمة السرية، «منطقة مخصصة لحرية التعبير» في ملعب بيسبول محاط بسياج من سلاسل مربوطة على مسافة ثلث ميل من موقع خطاب بوش. أزالت الشرطة جميع العلامات الانتقادية الموجودة في طريق الموكب، على الرغم من السماح للأشخاص الذين يحملون لافتات مؤيدة لبوش بالاصطفاف في مسار الرئيس. رفض نيل الذهاب إلى المنطقة المحددة واعتقل بتهمة السلوك غير المنضبط. شهد محقق الشرطة جون إناتشيوني بأن الخدمة السرية طلبت من الشرطة المحلية تقييد «الأشخاص الذين كانوا يدلون هناك بعبارات ضد الرئيس وآرائه». أسقطت قاضي المقاطعة شيرلي تركولا التهم، قائلةً: «أعتقد أن هذه أمريكا. ماذا حدث لـ «أنا لا أتفق معك، لكنني سأدافع حتى الموت عن حقك في قول ما تؤمن به؟».

### بريت بورسي
في حادثة أخرى خلال زيارة رئاسية إلى ساوث كارولينا، رفض المتظاهر بريت بورسي أمرًا من عملاء الخدمة السرية بالذهاب إلى منطقة تعبير حر على بعد نصف ميل. قبض عليه ووجهت إليه تهمة التعدي على ممتلكات الغير من قبل شرطة ولاية كارولينا الجنوبية. «قال بيرسي إنه سأل الشرطي عما إذا كان السبب مضمون اللافتة التي يحملها، فقال له نعم سيدي، المشكلة تكمن في مضمون اللافتة التي تحملها». ومع ذلك، فإن الادعاء، بقيادة جيمس ستروم ثورموند الابن، كذّب سرد بورسي للأحداث. أسقطت تهم التعدي على ممتلكات الغير ضد بورسي، وبدلاً من ذلك وجهت الحكومة الفيدرالية لائحة اتهام إلى بورسي لانتهاكه قانونًا اتحاديًا يسمح للخدمة السرية بتقييد الوصول إلى المناطق التي يزورها الرئيس. واجه بورسي حكم ما يصل إلى ستة أشهر في السجن وغرامة قدرها 5000 دولار أمريكي. بعد المحاكمة النهائية، أدين بورسي من جديد بجريمة التعدي على ممتلكات الغير، لكن القاضي بريستو مارشانت اعتبر الجريمة بسيطة نسبيًا وأمر بدفع غرامة قدرها 500 دولار. في أثناء المحاكمة، وجد مارشانت أن «هذا لا يعني أن سلطة الخدمة السرية في تقييد المنطقة المحيطة بالرئيس مطلقة، ولا تجد المحكمة أن المتظاهرين مطالبون بالذهاب إلى منطقة تظاهر محددة -وهو ما كان يمثل مشكلة في هذه الحالة- حيث لا يبقون بشكل صحيح في المناطق المحرمة عليهم».
ومع ذلك، انتُقد حكم مارشانت لثلاثة أسباب:
- وجد الحكم أن بورسي لم يكن ضحية لمحاكمة انتقائية لأن بورسي كان الشخص الوحيد الذي رفض أمرًا بمغادرة المنطقة. ومع ذلك، فإن هذا يهمل حقيقة أنه لم يرفض أي شخص آخر مغادرة المنطقة لأنه بالأساس لم يطلب من أي شخص آخر المغادرة.
- زعم الادعاء أن المنطقة المحمية حول الرئيس كانت بعرض 100 ياردة. ولكن، لم تكن هناك حدود مميزة للمنطقة، مع السماح للسيارات والشاحنات بالمرور والتأكد من حاملي التذاكر، ولم تكن هناك نية لأحد لإخبار المحتجين بحدود المنطقة. لاحظ مارشانت ذلك في قراره لكنه لم يعده غير معقول.
- وجد مارشانت أنه في «عصر الانتحاريين»، يجب أن يكون للخدمة السرية حرية للتخلص من أي شخص مشبوه يقف بالقرب من طريق الرئيس. مع هذا، نظرًا إلى أن سبب اختيار الخدمة السرية لبورسي كان اللافتة التي يحملها، فيكفي هذا لجعل أي شخص لديه وجهة نظر مخالفة للرئيس يفكر مرتين قبل أن يقرر التميز من بين الحشود.[29]

### دعوى الاتحاد الأمريكي للحريات المدنية
في عام 2003، رفع الاتحاد الأمريكي للحريات المدنية دعوى قضائية ضد الخدمة السرية، أكورن ضد الخدمة السرية، التي تمثل اتحاد المنظمات المجتمعية للإصلاح الآن (أكورن). «رفضت المحكمة الفيدرالية في فيلادلفيا تلك القضية في آذار [2004] بعد أن أقرت الخدمة السرية بأنها لا تمارس التمييز ضد المتظاهرين من خلال استخدام مناطق الاحتجاج البعيدة عن مرمى السمع والأنظار». اتهمت دعوى قضائية أخرى ضد مدينة فيلادلفيا عام 2003، أكورن ضد فيلادلفيا، اتهمت إدارة شرطة فيلادلفيا، بناءً على أوامر من الخدمة السرية، بإبقاء المتظاهرين «بعيدًا عن موقع الزيارات الرئاسية مع إبقاء أنصار الحكومة».
أبلغ مسؤول رفيع المستوى من شرطة فيلادلفيا ستيفان بريسر، المدير القانوني لولاية بنسلفانيا، الاتحاد الأمريكي للحريات المدنية بأنه كان يتّبع أوامر الخدمة السرية فقط. على أي حال، وجدت المحكمة أن اتحاد الحريات المدنية يفتقر إلى الأدلة اللازمة لرفع القضية ورفضتها. تقول الخدمة السرية إنها تنشئ «مناطق مشاهدة عامة» لحماية الشخصيات ولكنها لا تميز ضد الأفراد تبعاً لمحتوى إشاراتهم أو كلامهم. قال توم مازور، المتحدث باسم الوكالة التي أُنشئت لحماية الرئيس: «لا قطعاً. لا تميز الخدمة السرية لأي غرض أو رسالة أو نية ضد أي فرد أو مجموعة». يشكّ أنصار الحريات المدنية في ذلك. ويتخذون ما حدث في كوربوس كريستي، تكساس، للثنائي، جيف ونيكول رانك، مثالًا. ألقي القبض على الاثنين في حدث في أثناء حملة لبوش في تشارلستون، فيرجينيا الغربية، في الرابع من تموز 2004، عندما رفضا خلع القمصان المناهضة لبوش. كتب على قميصيهما: «أحب أمريكا، أكره بوش»... سجل اتحاد الحريات المدنية الأمريكي سبعة عشر حالة منذ آذار 2001 أبعد فيها المتظاهرون خلال الأحداث التي ظهر فيها الرئيس أو نائب الرئيس. ويقول المحامون إن هذه الحالات في تزايد مستمر.
وفقًا لجيف رانك، فإن قميص نيكول رانك كتب عليه «أحب أمريكا، أكره بوش»، أما قميص جيف رانك كتب عليه «تغيير النظام يبدأ من المنزل». وقع الحادث بعد عدة أشهر من تعهد الخدمة السرية في قضية أكورن ضد الخدمة السرية بعدم التمييز ضد المتظاهرين. رفضت التهم الموجهة إلى الثنائي رانك في نهاية المطاف في المحكمة واعتذر رئيس البلدية ومجلس المدينة علنًا عن الاعتقال. وقال مسؤولو المدينة أيضًا إن تطبيق القانون المحلي كان يتم بناءً على أوامر الخدمة السرية. وأشار كريس هانسن كبير الموظفين في الاتحاد الأمريكي للحريات المدنية إلى أن «الخدمة السرية وعدت بعدم تقييد الحق في الاعتراض في أثناء الظهور الرئاسي، ومع ذلك ما زلنا نسمع قصصًا عن منع أشخاص من الانخراط في الاحتجاجات القانونية»، قال هانسن: لقد حان الوقت كي تتوقف الخدمة السرية عن تقديم وعود جوفاء. بعد ذلك، رفع الثنائي رانك دعوى قضائية ضد نائب مساعد الرئيس جريجوري جنكينز والخدمة السرية، رانك ضد جنكينز. «كان هدف الدعوى، رانك ضد جينكينز، الحصول على تعويضات غير محددة وكذلك إعلان أن الإجراءات التي أدت إلى إزالة الثنائي رانك من أراضي الكابيتول كانت غير دستورية». في آب 2007، قام الثنائي رانك بتسوية دعواهم ضد الحكومة الفيدرالية. دفعت لهم الحكومة ثمانين ألف دولار، لكنها لم تقر بارتكاب أي خطأ. لا تزال قضية رانك ضد جريجوري جنكينز معلقة في مقاطعة كولومبيا. نتيجة لشهادة الاتحاد الأمريكي للحريات المدنية في أثناء التقصي في قضية الثنائي رانك، حصل اتحاد الحريات المدنية على الدليل الرئاسي المتقدم السري السابق من البيت الأبيض. يعطي الكتيب للأشخاص الذين ينظمون الزيارات الرئاسية نصائح محددة لمنع أو عرقلة الاحتجاجات. «هناك عدة طرق يمكن للشخص المتقدم -الشخص الذي ينظم الزيارة الرئاسية- من خلالها أن يحضر موقعًا لتقليل عدد المتظاهرين. أولاً، كما هو الحال دائمًا، العمل مع جهاز الخدمة السرية وتبليغهم أن يطلبوا من قسم الشرطة المحلي تخصيص منطقة احتجاج حيث سيوضع المتظاهرون، ويفضل ألا يكون المكان قرب موقع الحدث أو طريق الموكب. تعد تشكيلة «فرق الرالي» طريقة شائعة لتحضير المتظاهرين ...تكمن مهمة فرق الرالي في استخدام إشاراتهم ولافتاتهم كغطاء بين المتظاهرين والمنصة الصحفية الرئيسية.. وبناءً على ذلك يقوم الأمن بإخراج المتظاهرين من موقع الحدث».